# マルクス・ワルツ
マルクス・クーパー・ワルツ（Marcus Cooper Walz, 1994年10月3日 - ）は、イギリス・オックスフォード出身、スペイン国籍のカヌースプリント選手（カヤック）。夏季オリンピックではリオデジャネイロオリンピックK-1 1000mの金メダルを含めて3個のメダルを獲得した。

## 経歴

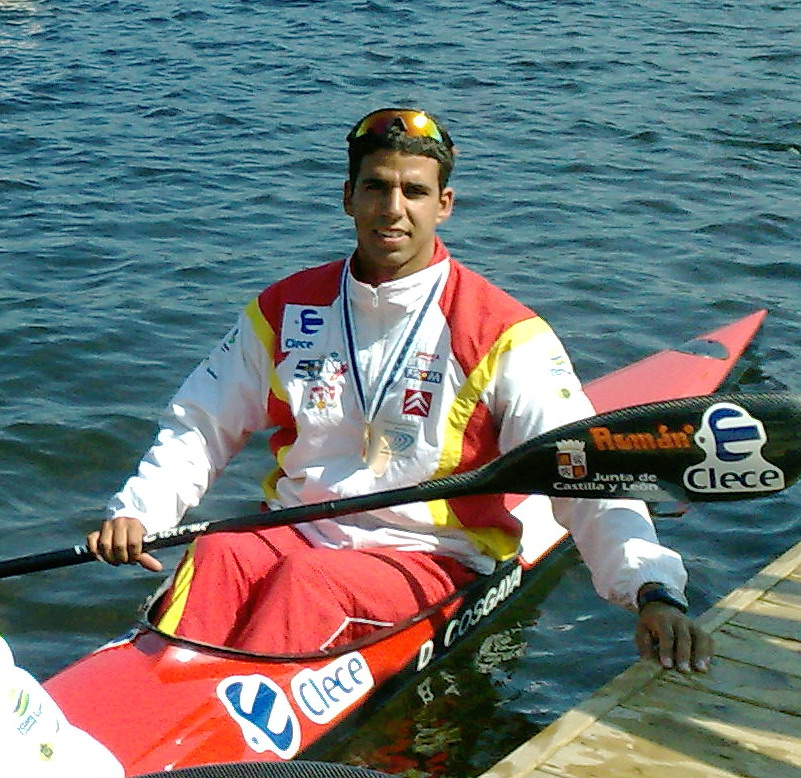
パートナーのコスガヤ

### 青年期
父親はドイツ人であり、母親はイングランド人である。マルクス・ワルツはイギリスのオックスフォードシャー・オックスフォードに生まれ、ワルツ家はマルクスが生後3か月の時にスペインのバレアレス諸島マヨルカ島に移住した。

### 競技歴
2014年にロシアのモスクワで開催されたカヌースプリント世界選手権では、カヤックシングル500mで銅メダルを獲得した。2015年にイタリアのミラノで開催された世界選手権では、ディエゴ・コスガヤとともに出場したカヤックペア500mで銀メダルを獲得した。
2016年にブラジルのリオデジャネイロで開催されたリオデジャネイロオリンピックでは、カヤックシングル1000mで金メダルを獲得した。同大会のカヌー競技におけるスペイン勢では、スプリントの女子カヤックシングルでマイアレン・コラントも金メダルを獲得している。
2021年の東京オリンピックでは、サウル・クラビオット、カルロス・アレバロ、ロドリゴ・ヘルマデとともに出場したK-4 500mで銀メダルを獲得した。
2024年のパリオリンピックでは、サウル・クラビオット、カルロス・アレバロ、ロドリゴ・ヘルマデとともに出場したK-4 500mで銅メダルを獲得した。